# Cosmozetes cornutus
Cosmozetes cornutus är en kvalsterart som först beskrevs av Sandór Mahunka 1999.  Cosmozetes cornutus ingår i släktet Cosmozetes och familjen Microzetidae. Inga underarter finns listade i Catalogue of Life.